# Biomorfismo

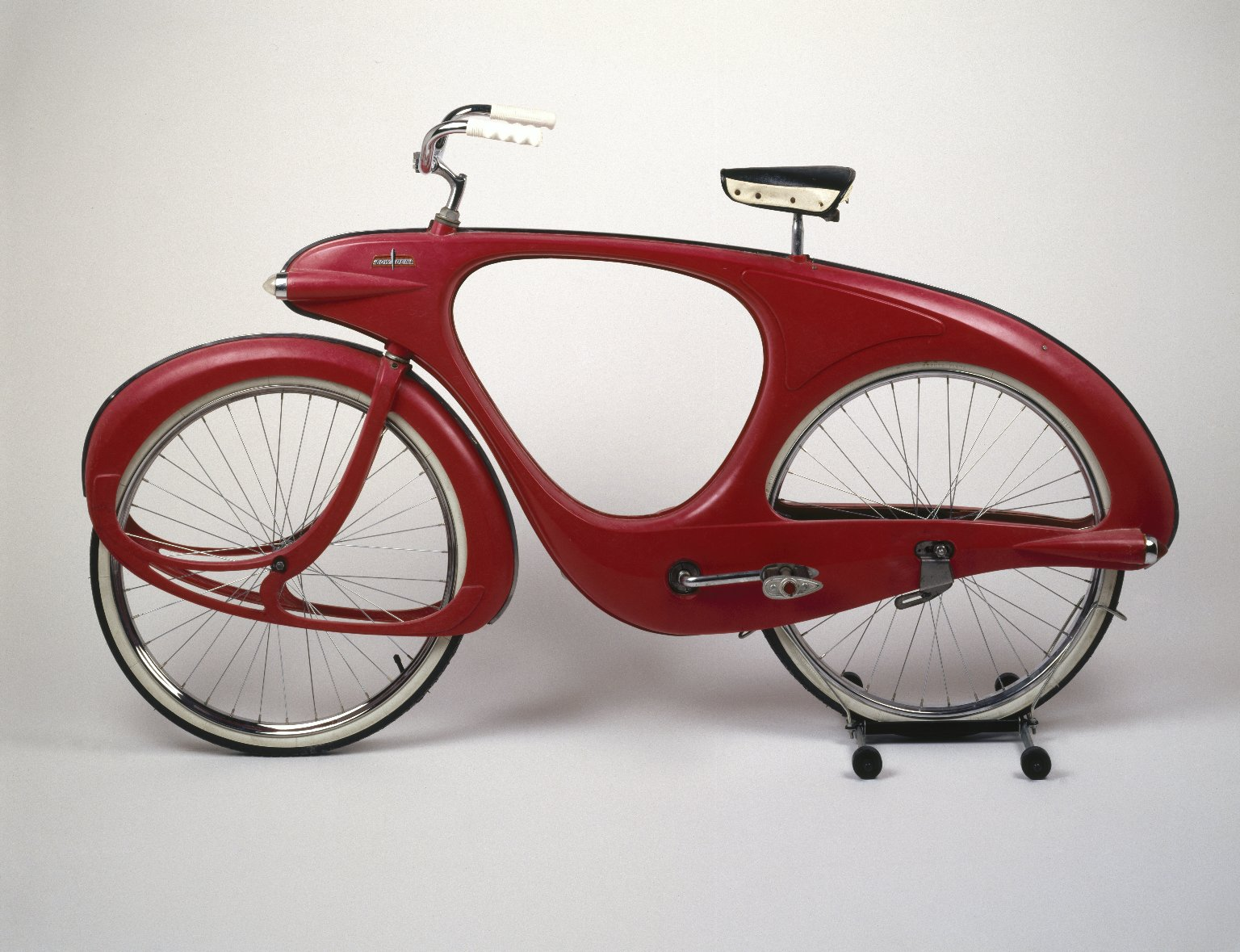
Bicicletta Spacelander progettata da Benjamin G. Bowden nel 1946, prodotta nel 1960, Museo di Brooklyn

Il biomorfismo (dal greco bìos, "vita" e morphé, "forma") è un sistema di modellizzazione che consiste nel creare elementi di design artistico sulla base di modelli o forme presenti in natura che ricordano anche gli organismi viventi.

## Storia
Nell'ambito dell'arte moderna, il termine fu coniato dallo scrittore britannico Geoffrey Grigson nel 1935 e successivamente utilizzato da Alfred H. Barr in una sua mostra nel 1936, Cubism and Abstract Art. L'arte biomorfista si concentra sulla vita naturale e utilizza aspetti organici, con accenni informi (ossia confusi e indefiniti) e vagamente sferici delle forme presenti in biologia. Il biomorfismo ha collegamenti con il Surrealismo e l'Art Nouveau.
Un articolo della Tate Gallery specifica che mentre queste forme sono astratte, "si riferiscono a, o evocano, forme viventi..." ("refer to, or evoke, living forms..."). L'articolo prosegue elencando Joan Miró, Jean Arp, Henry Moore e Barbara Hepworth come esempi di artisti il cui lavoro rimanda a forme biomorfiche.
Nel luglio 2015 è stato creato un gruppo Facebook dall'artista britannico Andrew Charles. Il gruppo si è trasformato in un movimento nel corso dell'anno successivo ed è stato descritto in un Manifesto da Charles il 16 luglio 2016 che presenta alcuni protocolli necessari affinché un'opera sia conforme al termine biomorfismo.

## Nella pittura
Anche i dipinti di Yves Tanguy e Roberto Matta sono spesso citati come esemplificativi dell'uso della forma biomorfica.
L'uso della metamorfosi attraverso Picasso ha influenzato il Surrealismo negli anni '20, ed è apparso sia come soggetto che come procedura nei dipinti figurativi di Leonora Carrington e nelle opere più astratte e automatiche di André Masson.
Desmond Morris, autore de La scimmia nuda - Studio zoologico sull'animale uomo, è un pittore biomorfo le cui opere si trovano in collezioni museali, tra cui la National Portrait Gallery in Gran Bretagna.
Gli artisti americani Andrew Topolski, Michael Zansky, Suzanne Anker, Frank Gillette, Michael Rees e Bradley Rubenstein hanno partecipato a mostre con dipinti biomorfici, biosferici e di arte digitale presso la Universal Concepts Unlimited (galleria attiva nel periodo 2000-2006 a Chelsea, Manhattan). L'installazione di Michael Zansky, "Giants and Dwarves", esposta a Jersey City nel 2013, si estendeva su circa 465 metri quadrati di pannelli di legno intagliati, bruciati e dipinti con forme biomorfiche.

## In architettura

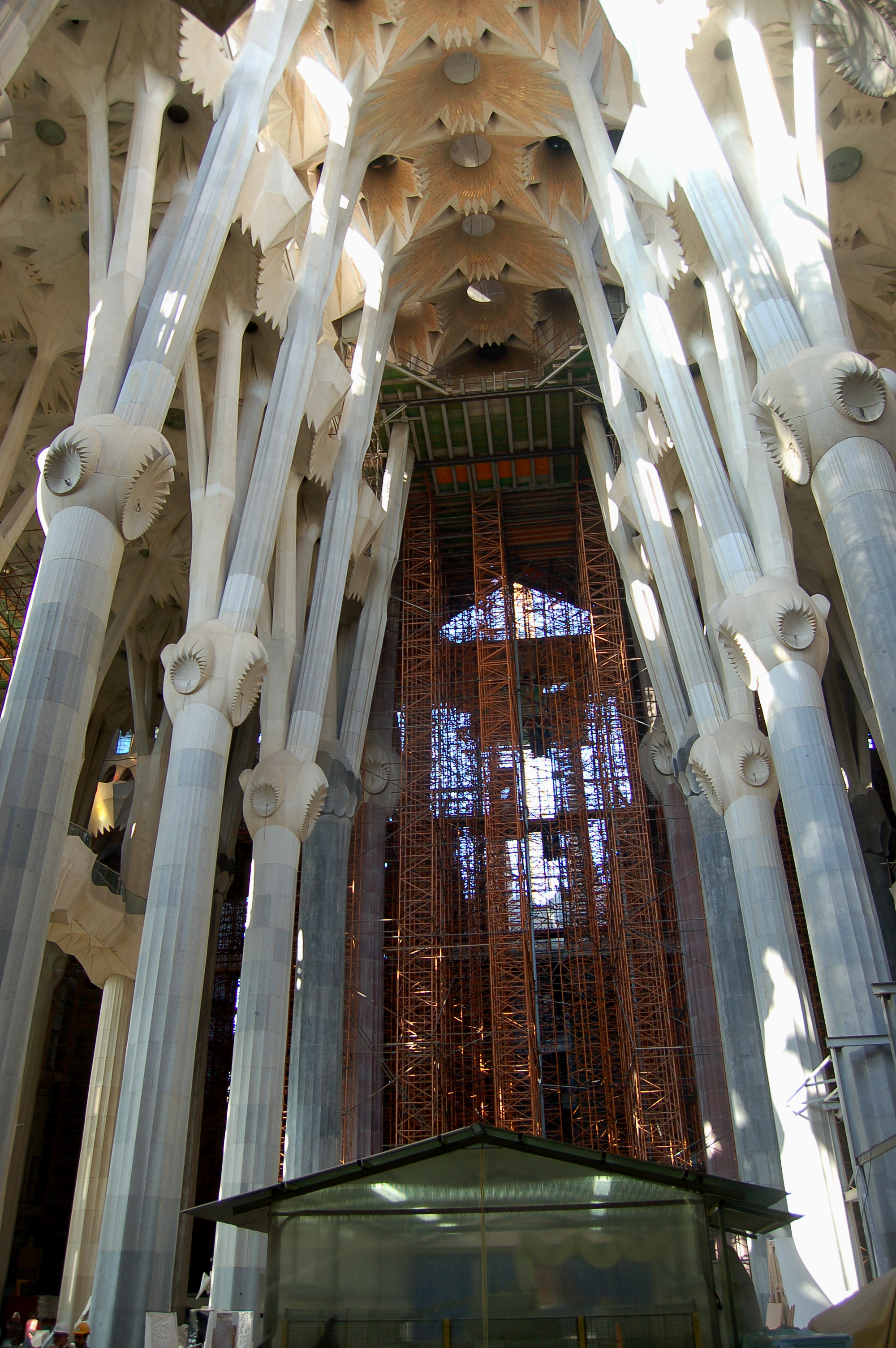
Le colonne ramificate biomorfiche nella Sagrada Família di Gaudí sono modellate sugli alberi.

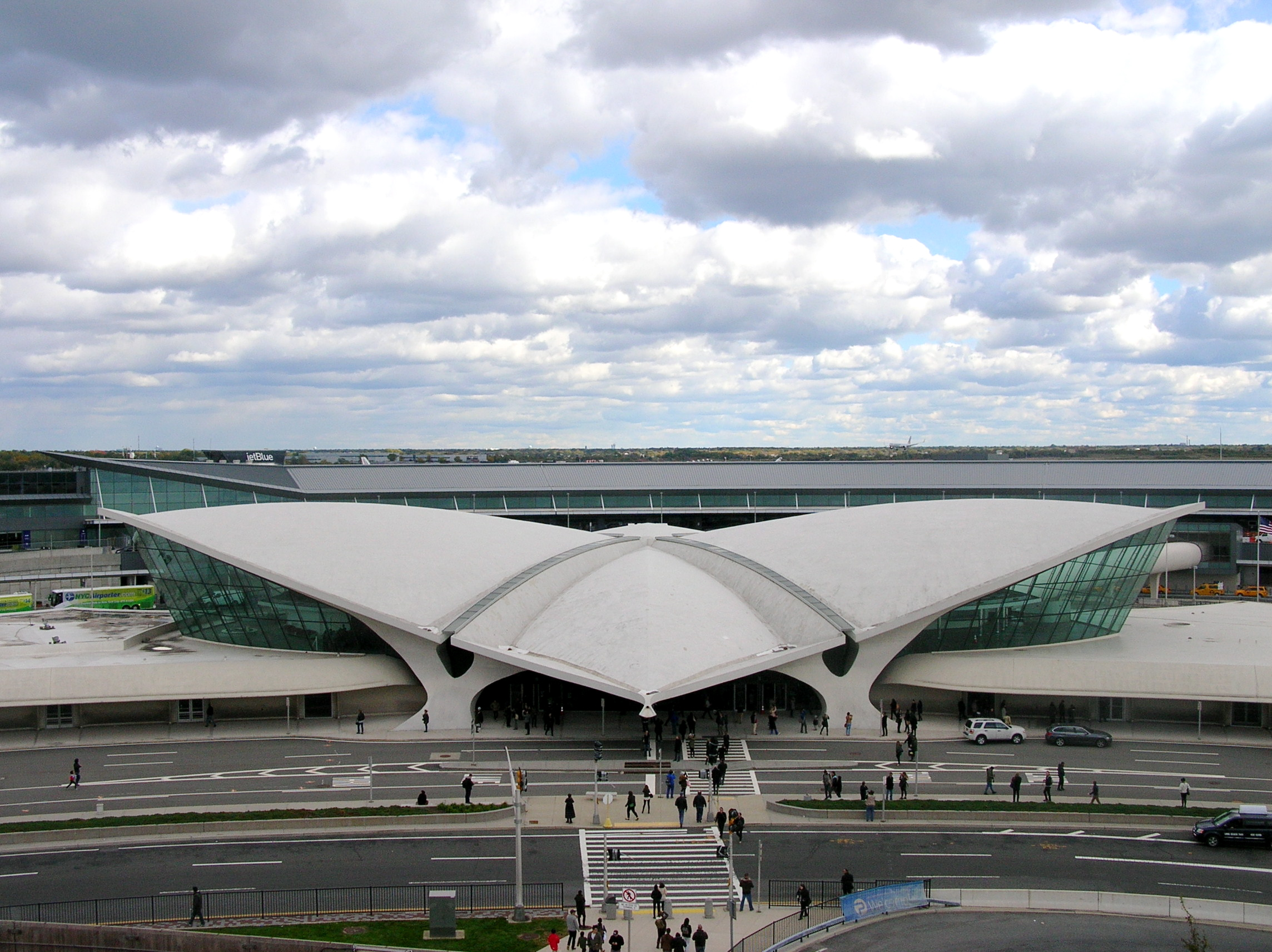
Centro di volo TWA a New York

La Sagrada Família di Antoni Gaudí a Barcellona contiene molte caratteristiche ispirate alla natura, come le colonne ramificate che ricordano le forme degli alberi.
Altri noti esempi di biomorfismo in architettura si possono trovare nel Tempio del loto di Fariborz Sahba a New Delhi, basato su un fiore di loto, e nell'edificio del TWA Flight Center a New York City, di Eero Saarinen, ispirato alla forma di un'ala di uccello.
Uno dei principali architetti contemporanei che utilizza il biomorfismo nel suo lavoro è Basil Al Bayati (Baghdad - 13 maggio 1946), un importante sostenitore della scuola di architettura metaforica i cui progetti sono stati ispirati da alberi, piante, lumache, balene e insetti come la Moschea delle Palme alla King Saud University di Riad, o la Al-Nakhlah Palm Telecommunications Tower, che si basa sulla forma di una palma, o l'Oriental Village by the Sea, nella Repubblica Dominicana, che si basa sul corpo segmentato di una libellula.

## Nel design industriale
Il biomorfismo è presente anche nel design industriale moderno, ad esempio nei progetti di Alvar Aalto e Isamu Noguchi, il cui tavolo Noguchi è considerato un'icona di tale disciplina. In epoca moderna, l'effetto dell'influenza della natura è meno evidente: invece di oggetti progettati che si presentano esattamente come elementi naturali, i designer industriali biomorfisti usano solo lievi caratteristiche per ricordare la natura.
Victor Papanek (Vienna, 1923 – Lawrence (Kansas), 1999) è stato uno dei primi designer industriali americani a utilizzare l'analisi biomorfica nei suoi incarichi di progettazione. Ha raggiunto la ribalta internazionale alla Purdue University nel periodo 1964-1970. Il suo lavoro e quello dei suoi studenti è illustrato nel suo libro Design for the Real World che sfida l'establishment del design industriale a progettare tenendo conto delle persone portatrici di handicap e degli svantaggiati in tutto il mondo. Pubblicato per la prima volta nel 1970 in svedese, è stato tradotto in inglese nel 1971 e infine in 23 lingue.
Gaetano Pesce è un designer italiano che crea mobili in acrilico (ossia un rivestimento che porta ad una finitura lucida) dai colori vivaci e che richiamano forme biomorfiche e umane.
Marc Newson è un designer biomorfo australiano che ha creato una sedia intitolata Charlotte (1987) e un tavolo chiamato Black Hole a tre gambe in fibra di carbonio (1988).